# Yusuf Ziya Günaydın

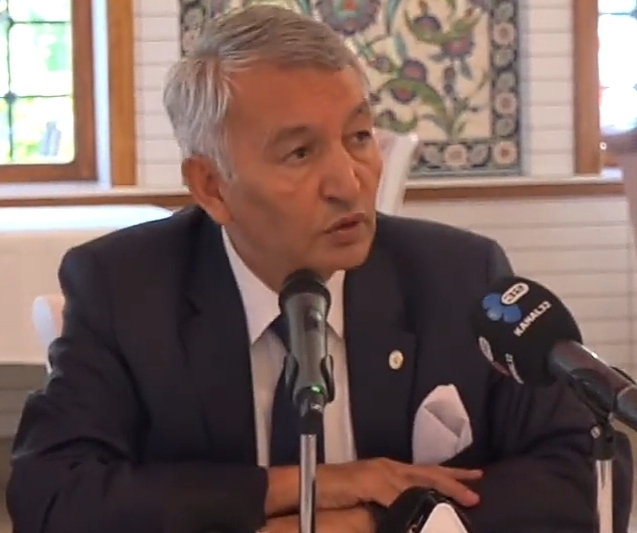
Yusuf Ziya Günaydın

Yusuf Ziya Günaydın (* 1949 im Landkreis Aksu, Provinz Isparta) ist ein türkischer Architekt und Politiker. Er war insgesamt 15 Jahre lang Bürgermeister der Stadt Isparta.
Im Jahr 1975 absolvierte Günaydın sein Studium an der Technischen Universität Istanbul im Fachbereich Ingenieurswesen. Ein Jahr später gründete er die Firma Günaydın A.Ş. Proje Çizim ve İnşaat Uygulama firması.
1999 kam Günaydın mit der Milliyetçi Hareket Partisi (MHP) an die Spitze der Provinz im Süden der Türkei, musste sich 2004 jedoch dem Kandidaten der AKP geschlagen geben. Bei den Kommunalwahlen 2009 gewann er mit 38,82 % gegen jenen Hasan Balaman und wurde fünf Jahre später in seinem Amt bestätigt. Dieses musste er bei den Wahlen am 31. März 2019 erneut der AKP überlassen, deren Kandidat mit knapp 10.000 Stimmen Vorsprung gewann.
Günaydın ist verheiratet und hat drei Kinder. Er spricht gut Deutsch.